# Mazda (lampadina)

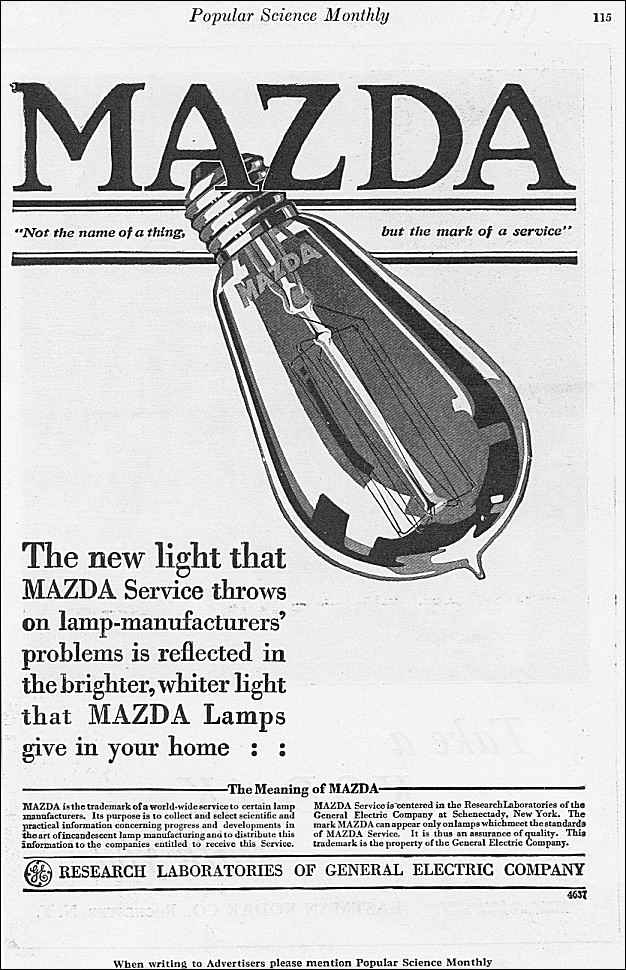
Annuncio del marchio di servizio Mazda (1917)

Mazda era un marchio registrato dalla General Electric (GE) nel 1909 per le lampadine a incandescenza. Dal 1909 al 1945 il nome è stato utilizzato negli Stati Uniti da GE e Westinghouse e in Francia; il nome fu scelto per la sua associazione con Ahura Mazdā che nella lingua avestica significa luce della saggezza. Dopo il 1945 il nome Mazda fu concesso in licenza ad altri produttori, tra cui la British Thomson-Houston e la giapponese Toshiba. General Electric ha smesso di concedere in licenza il marchio ad altri produttori ma ha continuato a rinnovarne la registrazione fino al 1990; la relativa registrazione (n° 77.779) è scaduta nel 2000.
L'associazione moderna del nome Mazda è principalmente con il produttore automobilistico giapponese Mazda (che coesisteva con le lampadine Mazda di Toshiba nei suoi primi anni). Il marchio Mazda è suddiviso tra il produttore giapponese, dove si applica alle automobili (comprese le luci e le batterie delle automobili), General Electric per usi non automobilistici e Signify Holding (Philips) per la produzione di sistemi di illuminazione.

## Francia
Il marchio fu concesso e impiegato in Francia nel 1921 congiuntamente dalla Compagnie française Thomson-Houston e dalla Compagnie générale d'électricité (CGE), successivamente venne acquisito da Thomson-CSF e dalla Compagnie industrielle des piles électriques per la produzione di pile. Nel 1948 Mazda si fuse con la società Carbone Lorraine (Mersen) per la produzione di batterie, infine nel 1983 fu acquisita da Philips.